# برای الهام و شناخت علم و صنعت
برای الهام و شناخت علم و صنعت (به انگلیسی: For Inspiration and Recognition of Science and Technology) یا فرست یا اولین یک سازمان بین‌المللی جوانان است که مسابقات رباتیک فرست، لیگ لگو فرست، لیگ لگو جونیور فرست، و مسابقات چالش فناوری فرست را اجرا کرده است.
این سازمان توسط دین کامن و وودی فلاورز در سال 1989 تأسیس شد. هدف آن توسعه راه‌های دانش‌آموزان در زمینه‌های مهندسی و فناوری است. فلسفه فرست رقابت‌های تعاونی است که توسط سازمان به عنوان ایجاد هم‌رقابتی و ترویج حرفه‌ای‌گری عمل می‌کند.
ستاد فرست یک مرکز تحقیقاتی در نیوهمپشایر منچستر انگلستان است که برنامه‌ها و اردوهای آموزشی دانش‌آموزان و معلمان در آنجا برگزار می‌شود.

## ساختار

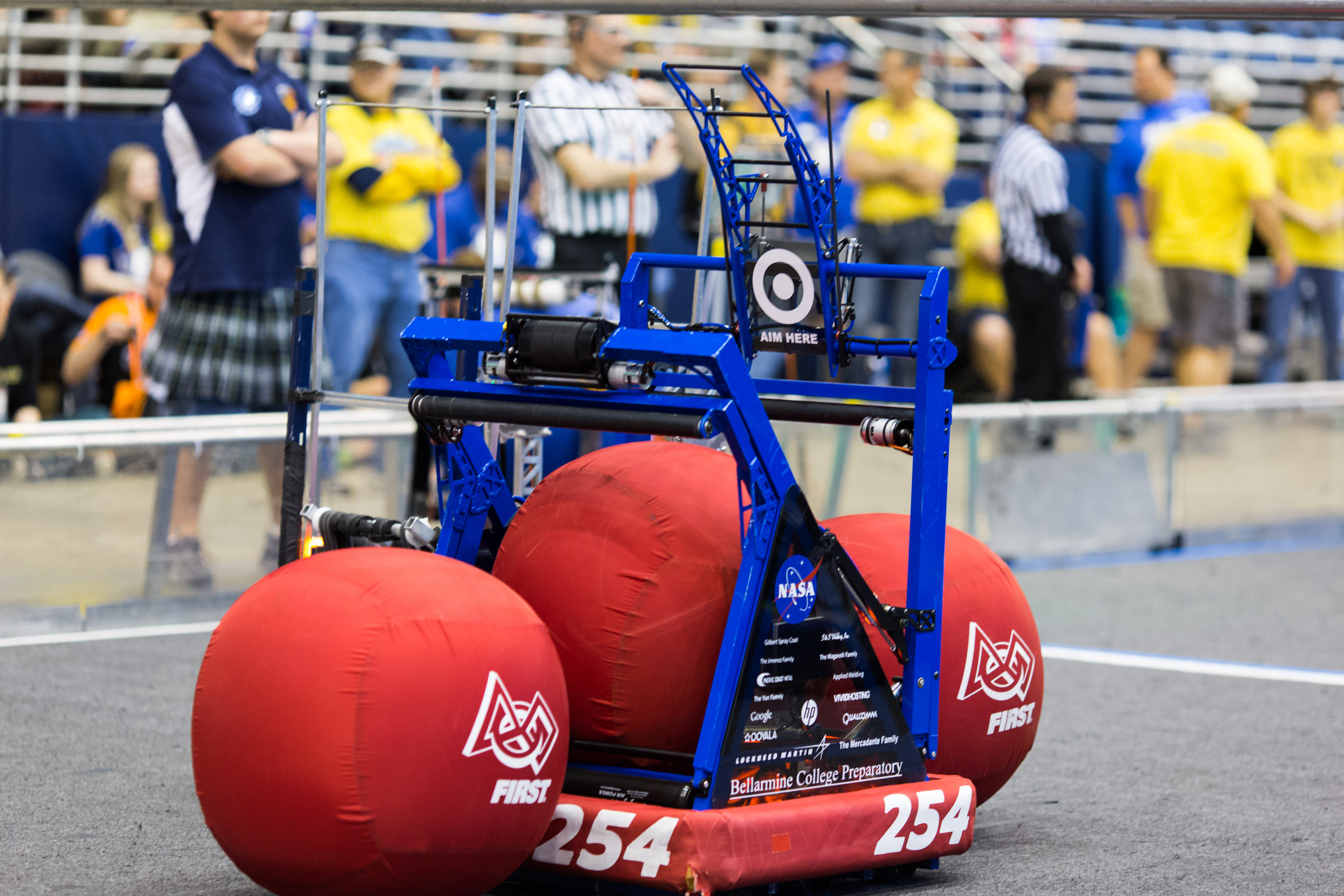
"سد"، تیم ۲۵۴ قهرمان جهانی ربات FRC

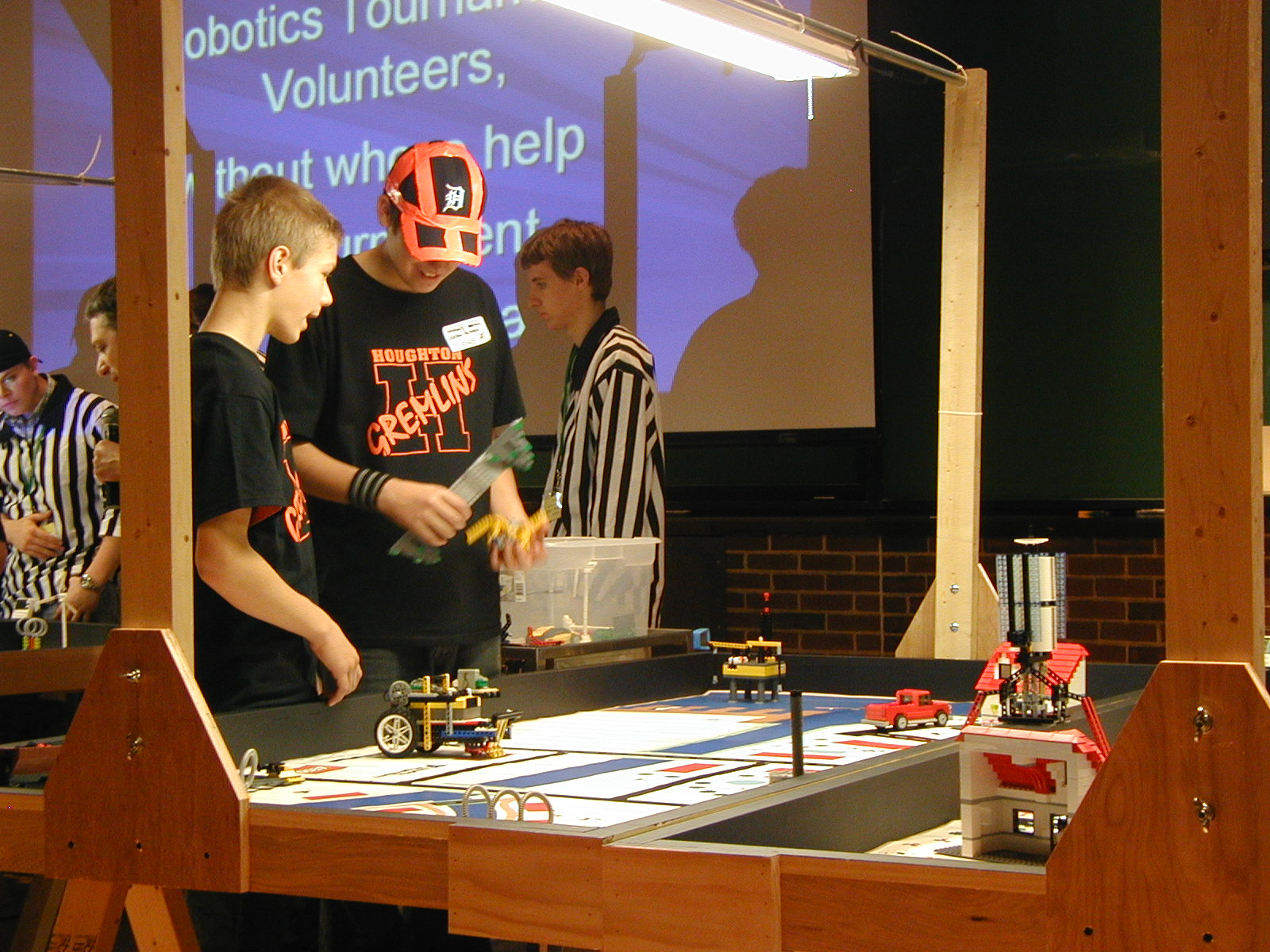
"پازل قدرت"، رشته و ربات (۲۰۰۷)

فرست یک شرکت غیرانتفاعی و مؤسسه خیریه عمومی است. اجازه‌نامه و پروانه‌های گروه فرست معمولاً وابسته به مدارس و دیگر سازمان‌های جوانان برای شرکت در مسابقات است. تیم‌ها در هر دوره به فرست مبلغی می‌پردازند که اکثر این پرداخت‌ها از محل درآمد فرست برای کیت‌های قطعه و سایر خدمات بین تیم‌ها توزیع می‌شود.
بدنه اصلی فرست را هیئت مدیره آن تشکیل می‌دهد که مانند هیئت مدیره‌های دیگر اداره می‌شود و اعضای هیئت مدیره را مدیران شرکت‌ها و مقامات دولتی سابق تشکیل می‌دهند، علاوه بر این فرست یک هیئت مشورتی اجرایی و چندین مشاور ارشد دارد که این مشاوران شامل مهندسان، داوطلبان و دیگر سازمان‌دهندگان ارشد می‌شوند. روز به روز عملیات توسط گروه مدیریت ارشد اجرا کنترل می‌شود که متشکل است از رئیس‌جمهور و پنج معاون ریاست جمهوری.